# Mayfair Recording Studios
 Der er for få eller ingen kildehenvisninger i denne artikel, hvilket er et problem. Du kan hjælpe ved at angive troværdige kilder til de påstande, som fremføres i artiklen.

Mayfair Recording Studios var et pladestudie, der lå i Primrose Hill, London, England. Studiet blev oprindeligt etableret i Mayfair, London i 1960'erne, hvilket gav studiet sit navn. Mange notable kunstnere og musikere har indspillet musik i studiet, heriblandt Bucks Fizz, Tina Turner, Cliff Richard, The Clash, Pink Floyd, Bee Gees, Blur, Nigel Kennedy og Kroke, og The Smiths.
Studiet lukkede i 2008.